# Torre de vigilància d'en Galmés
Torre de vigilància d'en Galmés, més coneguda com Torre d'en Galmés, és una torre d'Alaior, a Menorca. Hi ha un pàrquing a prop amb un centre d'interpretació que està just al costat del poblat talaiòtic del mateix nom.
La torre és una de les construccions que al desaparèixer el perill corsari i créixer les edificacions de l'explotació agrícola, va quedar a l'interior de les cases com en tants d'altres predis, fins al punt que desapareixen entre les estructures edificades.
Al jaciment talaiòtic els romans van extreure pedra calcària per a la construcció de cases.

## Situació
Partint d'Alaior cap al sud, per la carretera de Son Bou, a l'arribar a Llucasaldent prendre la carretera que es desvia a l'esquerra, i a l'arribar a el jaciment de la Torre d'en Galmés, la torre es troba incorporada a les cases immediates.